# 설박탐
설박탐(sulbactam)은 베타-락타메이스 억제제의 일종이다. 베타-락탐 계열 항생제와 병용하며, 이 항생제를 파괴하는 세균의 효소인 베타-락타메이스를 억제한다.
임상적으로는 베타-락타메이스 억제제로만 사용되지만, 임균, 박테로이데스 프라길리스, 아시네토박터 세균에 자체적인 항균 활성을 보인다.
특허가 출원된 것은 1977년, 사용이 승인된 것은 1986년이다.

## 의학적 사용
복합 제제로 암피실린/설박탐, 세포페라존/설박탐 등이 여러 나라에서 이용 가능하다.
또 다른 복합 제제인 설박탐/둘로박탐은 2023년 5월 미국에서 사용 승인되었다.

## 작용 기전
설박탐은 베타-락타메이스 억제제로 주로 사용하여, 항균 능력이 강력하지만 베타-락타메이스로 인해 파괴되는 암피실린 같은 베타-락탐 계열 항생제를 보호하는 역할을 한다. 설박탐 자체도 베타-락탐 고리가 있으며, 페니실린 결합 단백질(PBP) 1, 3을 억제하여 약한 항균 활성을 가진다. PBP-2는 억제하지 않는다.